# Emma Roberts
Emma Roberts (født 10. februar 1991) er en amerikansk skuespiller. Hun er kendt for sit arbejde i film- og tv-projekter inden for horror- og thriller-genrerne, og hun har modtaget forskellige priser, herunder en Young Artist Award, en MTV Movie & TV Award og en ShoWest Award.
Efter at have debuteret som skuespiller i krimifilmen Blow (2001), vandt Roberts anerkendelse for sin hovedrolle som Addie Singer på Nickelodeon tv-teenage-sitcom Unfabulous (2004-2007). Hun fortsatte med at optræde i adskillige film, herunder Aquamarine (2006), Nancy Drew (2007), Wild Child (2008), Hotel for Dogs (2009), Valentine's Day (2010), It's Kind of a Funny Story (2010) og The Art of Getting By (2011).